# Czarne Dolne
Czarne Dolne (niem. Niederzehren) – wieś w Polsce położona w województwie pomorskim, w powiecie kwidzyńskim, w gminie Gardeja przy drodze wojewódzkiej 523 i nad zachodnim brzegiem jeziora Czarnego Górnego.
W latach 1945–1954 miejscowość była siedzibą gminy Czarne Dolne. W latach 1954–1971 wieś należała i była siedzibą władz gromady Czarne Dolne, po jej zniesieniu w gromadzie Gardeja, a po przywróceniu gmin w gminie Gardeja. W latach 1975–1998 miejscowość administracyjnie należała do województwa elbląskiego.

## Zabytki
Według rejestru zabytków NID na listę zabytków wpisane są:
- kościół parafialny pw. MB Różańcowej, k. XIV w., 1719, nr rej.: 260/93 z 29.03.1993
- cmentarz przykościelny, nr rej.: j.w.

Świątynia halowa wybudowana na miejscu grodziska słowiańskiego, ściany nawy przecięte naprzemiennie blendami i oknami. W miejscu zburzonej dzwonnicy w 1719 wybudowano drewnianą wieżę, barokowa ambona, gotycka chrzcielnica, pozostały wystrój współczesny